# Asthena anastamosata
Asthena anastamosata är en fjärilsart som beskrevs av Barend J. Lempke 1950. Asthena anastamosata ingår i släktet Asthena och familjen mätare. Inga underarter finns listade i Catalogue of Life.